# 방글라데시 U-23 축구 국가대표팀
방글라데시 U-23 축구 국가대표팀은 방글라데시를 대표하는 23세 이하 축구 국가대표팀으로 현재까지 하계 올림픽과 AFC U-23 아시안컵 본선 진출 기록은 전무하다.

## 국제 대회 경력

### 아시안 게임
2002년 대회를 시작으로 현재까지 아시안 게임에 6회 연속 출전하여 이 중 2018년 대회에서 사상 첫 16강 진출에 성공했으며 특히 B조 조별리그 최종전에서 2006년 대회 우승팀이자 2018년 AFC U-23 챔피언십 3위팀인 카타르를 1-0으로 꺾는 파란을 일으키며 성인대표팀과 U-23 대표팀을 통틀어 방글라데시 축구 역사상 아시안 게임 역대 최고 성적을 거두었다.

### 남아시아 경기 대회
남아시아 경기 대회에는 5번 출전하여 이 중 자국에서 열린 2010년 대회에서 5전 전승의 압도적인 성적으로 금메달을 획득했고 2016년과 2019년 대회에서는 동메달을 거머쥐었다.

## 주요 대회 성적

### 아시안 게임
| 연도                                       | 결과     | 경기 | 승 | 무 | 패 | 득점 | 실점 |
| ------------------------------------------ | -------- | ---- | -- | -- | -- | ---- | ---- |
| 모든 연령의 선수 참가에서 23세 이하로 변경 |          |      |    |    |    |      |      |
| 2002년                                     | 조별예선 | 3    | 0  | 0  | 3  | 1    | 9    |
| 2006년                                     | 조별예선 | 3    | 0  | 0  | 3  | 2    | 13   |
| 2010년                                     | 조별예선 | 3    | 0  | 0  | 3  | 1    | 10   |
| 2014년                                     | 조별예선 | 3    | 1  | 0  | 2  | 2    | 5    |
| 2018년                                     | 16강     | 4    | 1  | 1  | 2  | 3    | 7    |
| 합계                                       | 5/5      | 16   | 2  | 1  | 13 | 9    | 44   |

### AFC U-23 아시안컵
| 연도   | 결과      | 경기      | 승        | 무        | 패        | 득점      | 실점      |
| ------ | --------- | --------- | --------- | --------- | --------- | --------- | --------- |
| 2014년 | 예선 탈락 | 예선 탈락 | 예선 탈락 | 예선 탈락 | 예선 탈락 | 예선 탈락 | 예선 탈락 |
| 2016년 | 예선 탈락 | 예선 탈락 | 예선 탈락 | 예선 탈락 | 예선 탈락 | 예선 탈락 | 예선 탈락 |
| 2018년 | 예선 탈락 | 예선 탈락 | 예선 탈락 | 예선 탈락 | 예선 탈락 | 예선 탈락 | 예선 탈락 |
| 2020년 | 예선 탈락 | 예선 탈락 | 예선 탈락 | 예선 탈락 | 예선 탈락 | 예선 탈락 | 예선 탈락 |
| 합계   | 0/4       | 0         | 0         | 0         | 0         | 0         | 0         |

- 참고: AFC U-23 아시안컵이 올림픽 축구 아시아 지역 예선 역할을 한다.

## 같이 보기
- 방글라데시 축구 국가대표팀
- 방글라데시 여자 축구 국가대표팀